# La estinzione naturale di tutte le cose
La estinzione naturale di tutte le cose è il quarto album in studio del gruppo musicale italiano Valentina Dorme.

## Tracce
1. A colpi d'ascia
2. Ricordi, cagna?
3. Cronaca sportiva minore
4. Una Giulietta qualsiasi
5. Lucidio Sentimenti IV
6. Una burla piccola ma buona
7. Monsignor Ligresti, cardinale
8. Il circo lascia la città
9. Le linee transatlantiche
10. Carrarmati
11. Waterloo
12. Shanghai

## Formazione
- Mario Pigozzo Favero — voce, chitarra
- Paolo Carraro — chitarra
- Mario Gentili — basso
- Massimiliano Bredariol — batteria